# Parnice
Parnice (cyr. Парнице) – wieś w Bośni i Hercegowinie, w Republice Serbskiej, w gminie Kozarska Dubica. W 2013 roku liczyła 151 mieszkańców.